# Justine Johnstone
Pour les articles homonymes, voir Johnstone.
Justine Johnstone (31 janvier 1895 - 3 septembre 1982) est une actrice américaine de la scène et du cinéma muet, qui eut plus tard une autre carrière dans le domaine médical. Travaillant sous son nom de femme, Justine Wanger, elle a fait partie de l'équipe médicale qui a développé la technique du goutte à goutte moderne en intraveineuse. 

## Biographie

### Carrière d'actrice
Justine Johnstone a fréquenté l'école Emma Willard à Troy, État de New York. Artiste originale dans les Ziegfeld Follies et aux Folies Bergère, elle est apparue dans la production de Broadway de 1917 Over the Top, dans laquelle se produisit Fred Astaire.Johnstone épousa le producteur Walter Wanger le 13 septembre 1919. Ils divorcèrent en 1938. Elle a par la suite gardé son nom d'épouse, bien que n'ayant pas eu d'enfants avec Wanger. Ce dernier épousa ensuite l'actrice Joan Bennett.

### Carrière médicale
Après avoir abandonné la  carrière artistique, Justine Wanger étudie à l'Université Columbia, où elle s'investit dans la recherche sur les plantes, et devient assistante de recherches pour Samuel Hirshberg et Harold T. Hyman. Son équipe de recherches a développé la technique d'injection par intraveineuse. Leur avancée fut de ralentir le débit et d'éviter ce qu'on appelait alors un speed shock en introduisant la technique du goutte à goutte, aujourd'hui universelle,.  
Elle a ensuite étudié et développé la recherche sur l'endocrinologie et le cancer ; elle installa un laboratoire dans sa maison à Hollywood.

### Décès
Justine Wanger est morte à Santa Monica, en Californie, d'une insuffisance cardiaque, âgée de 87 ans. Elle repose au columbarium de la  Chapel of the Pines de Los Angeles.

## Filmographie
- 1914 : The Crucible de Hugh Ford et Edwin S. Porter : Amelia
- 1920 : Nothing But Lies de Lawrence C. Windom : Ann Nigh
- 1920 : Les Oiseaux noirs (Blackbirds) de  John Francis Dillon : comtesse Leonie
- 1921 : The Plaything of Broadway de Jack Dillon : Lola
- 1921 : Les Périls de l'ignorance (Sheltered Daughters) d'Edward Dillon : Jenny Dark
- 1921 : Le Bandeau de Cupidon (A Heart to Let) d'Edward Dillon : Agatha
- 1921 : Comment choisir un mari? (Moonlight and Honeysuckle) de Joseph Henabery : petit rôle non crédité
- 1923 : Survivre de Édouard Chimot : Viviane Termoise
- 1925 : La Frontière humaine (Never the Twain Shall Meet) de Maurice Tourneur : Maisie Morrison